# Pastinachus sephen
La pastinaca coda di vacca (Pastinachus sephen (Forsskål, 1775)) è un pesce cartilagineo della famiglia Dasyatidae.

## Distribuzione e habitat
È distribuita nelle acque tropicali dell'Indo-Pacifico e del Mar Rosso. L'habitat è rappresentato dai fondali sabbiosi delle acque costiere e dalle barriere coralline, fino ai 60 metri di profondità.

## Descrizione

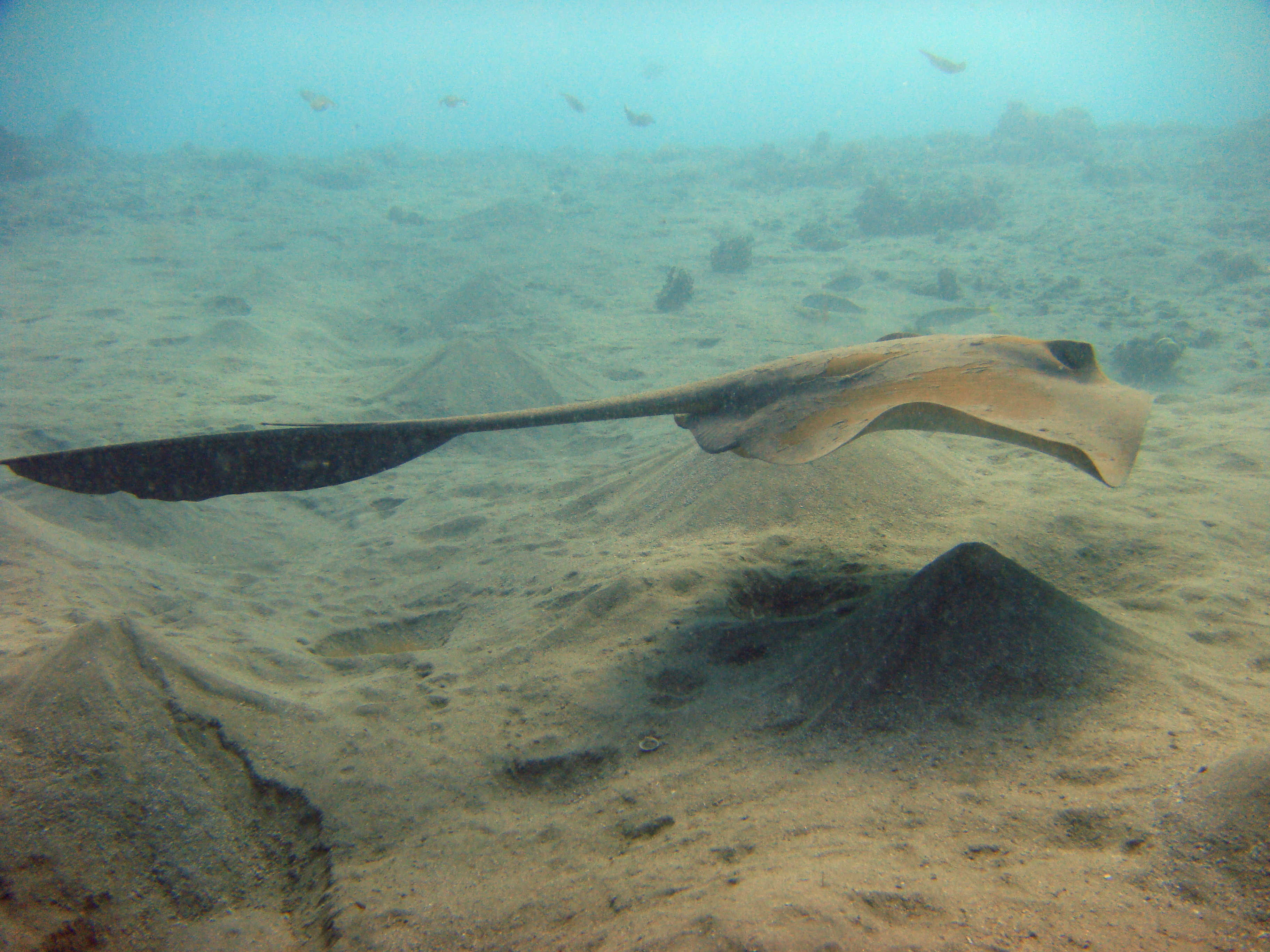
Il nome comune "pastinaca coda di vacca" deriva dalla spessa plica cutanea situata sotto la coda

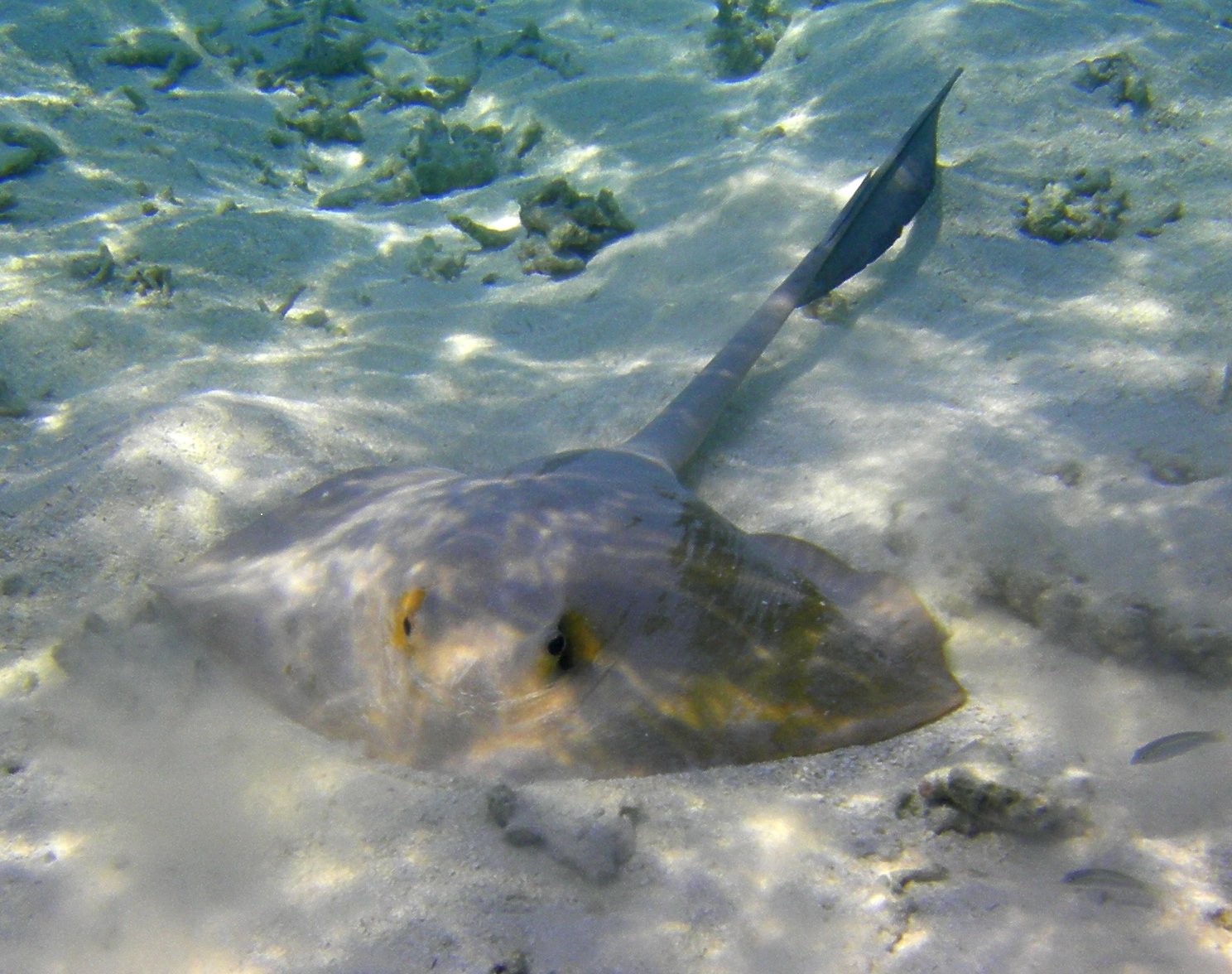
Pastinachus sephen

Pastinaca di grandi dimensioni, gli adulti possono raggiungere i 3 metri di lunghezza ed i 250 kg di peso. È caratterizzata da un disco molto spesso e robusto, con occhi grandi e sporgenti seguiti da evidenti spiracoli. Una caratteristica distintiva di questa specie è la lunga plica cutanea situata sotto la coda, evidente durante il nuoto. A metà della coda è situato l'aculeo velenifero, avente una funzione esclusivamente difensiva. La colorazione dorsale è brunastra uniforme, mentre il ventre è bianco.

## Biologia
Piuttosto frequente su fondali di baie ed estuari, trascorre la maggior parte del tempo ricoperta dalla sabbia, lasciando scoperti soltanto gli occhi.

### Alimentazione
La dieta è formata da molluschi e crostacei bentonici, che cattura frugando con forza nel substrato sabbioso.